# Jandro
Alejandro Boberto Hak (Den Haag, 10 november 1994), beter bekend onder zijn artiestennaam Jandro, is een Nederlandse zanger en rapper. Hij is lid van de rapformatie SFB en brengt ook muziek uit als soloartiest.

## Biografie
Als lid van SFB bracht Jandro in 2013 zijn eerste muziek uit. Dit was het nummer Ziekniehh. Het eerste grote succes van zowel de formatie als soloartiest volgde in 2015, toen de leden van SFB onderdeel waren van het hiphopcollectief New Wave, die het album New wave. Van dit album werden de nummers Nigga als ik en Investeren in de liefde waarop SFB als geheel meewerkte hits, maar ook No go zone en Vallen in de club, waarop Jandro als soloartiest aan meewerkte, scoorden in de Single Top 100. In de jaren die volgde, bracht Jandro vooral muziek uit met SFB, met onder andere de albums Reset the levels II - Boulevard (2015), Lituatie (2016), 77 nachten (2017) en Reset the levels III (2018). Wel rapte of zong Jandro meerdere verzen op nummers van andere artiesten, zoals op Wasteman van Frenna en Van mij van Jayh. In 2021 deed hij een bijdrage aan Come online van Chivv. 
Vanaf 2019 bracht Jandro ook enkele solosingles uit. Hij had enig succes met I wanna en Vip girls. In 2022 kondigde Jandro aan dat hij bezig was met zijn debuutalbum en dat hij het op 17 november van dat jaar zou uitbrengen, op de verjaardag van vriend Frenna. Mede door de Final Shutdown tour van SFB en het album Reset the levels IV werd dit uiteindelijk niet in 2022 gedaan. Een jaar later, op 17 november 2023, werd uiteindelijk het album Als het niet nu is, wanneer dan wel? uitgebracht. In 2024 kwam hij met een ep met de titel Alpha. Hierop stond een gastbijdrage van ADF Samski.

## Discografie

### Albums
| Album                                | Verschijnen      | Label                 | Hitlijsten | Hitlijsten | Hitlijsten | Hitlijsten | Opmerkingen   |
| Album                                | Verschijnen      | Label                 | BE (VL)    | BE (VL)    | NL         | NL         | Opmerkingen   |
| Album                                | Verschijnen      | Label                 | Piek       | Weken      | Piek       | Weken      | Opmerkingen   |
| ------------------------------------ | ---------------- | --------------------- | ---------- | ---------- | ---------- | ---------- | ------------- |
| Als het niet nu is, wanneer dan wel? | 17 november 2023 | Millennium Recordings | —          | —          | —          | —          | Studioalbum   |
| Alpha                                | 29 februari 2024 | Millennium Recordings | —          | —          | —          | —          | Extended play |

### Nummers met notering(en) in een hitlijst
| Lied                                                                    | Verschijnen       | Album                                 | Hitlijsten  | Hitlijsten  | Hitlijsten   | Hitlijsten   | Opmerkingen                |
| Lied                                                                    | Verschijnen       | Album                                 | NL (Top 40) | NL (Top 40) | NL (Top 100) | NL (Top 100) | Opmerkingen                |
| Lied                                                                    | Verschijnen       | Album                                 | Piek        | Weken       | Piek         | Weken        | Opmerkingen                |
| ----------------------------------------------------------------------- | ----------------- | ------------------------------------- | ----------- | ----------- | ------------ | ------------ | -------------------------- |
| No go zone (met Idaly, Lil' Kleine, Bokoesam, Def Major en Ronnie Flex) | 10 april 2015     | New wave (van New Wave)               | —           | —           | 38           | 28           | Dubbelplatina in Nederland |
| Vallen in de club (met Ronnie Flex, Cartiez en Lijpe)                   | 10 april 2015     | New wave (van New Wave)               | —           | —           | 93           | 3            | Platina in Nederland       |
| Wasteman (met Frenna en Priceless)                                      | 28 oktober 2016   | Geen oog dichtgedaan (van Frenna)     | tip2        | —           | 11           | 30           | Platina in Nederland       |
| Away (met Frenna)                                                       | 7 november 2016   | Geen oog dichtgedaan (van Frenna)     | —           | —           | 45           | 15           |                            |
| Van mij (met Jayh en Zefanio)                                           | 12 mei 2017       | 10 (van Jayh)                         | —           | —           | 56           | 21           | Platina in Nederland       |
| Long things (met Equalz en KM)                                          | 1 december 2017   | Reloaded (van Equalz)                 | —           | —           | 80           | 1            |                            |
| Money long (met Spanker en Frenna)                                      | 18 mei 2018       | Ontbijten met champagne (van Spanker) | —           | —           | 20           | 9            | Goud in Nederland          |
| Getallen (met Spanker, Bokoesam en Josylvio)                            | 6 juli 2018       | Ontbijten met champagne (van Spanker) | —           | —           | 95           | 1            |                            |
| Foto (met Jonna Fraser)                                                 | 2 november 2018   | Lion (van Jonna Fraser)               | —           | —           | 86           | 1            |                            |
| Vip girls                                                               | 14 februari 2020  | —                                     | —           | —           | 81           | 1            |                            |
| I wanna (met Bryan Mg)                                                  | 27 maart 2020     | —                                     | —           | —           | 66           | 2            |                            |
| Come online (met Chivv, Jonna Fraser en Diquenza)                       | 25 juni 2021      | —                                     | tip5        | —           | 8            | 18           | Goud in Nederland          |
| Grind (met Chivv en Murda)                                              | 26 november 2021  | —                                     | —           | —           | 95           | 1            |                            |
| Sliden (met KM)                                                         | 29 juli 2022      | —                                     | —           | —           | 70           | 1            |                            |
| February stories (met KM)                                               | 5 mei 2023        | —                                     | —           | —           | 45           | 4            |                            |
| La Liga (met Lijpe)                                                     | 20 september 2024 | —                                     | —           | —           | 49           | 1            |                            |